# Evrard Chauveau
Evrard Chauveau, född 1660, död 1739, var en fransk konstnär. Han var son till François Chauveau och bror till René Chauveau.
Chauveau ägnade sig åt måleriet och utförde i Frankrike flera dekorativa arbeten, innan han 1696 begav sig till Sverige, där han arbetade i Stockholm och på Drottningholms slott, och blev hovmålare åt Karl XII. Han utförde bland annat målningen "Pandoras födelse" i stora salongens tak på Drottningholm. 1703 återvände Chauveau till Frankrike, där han fick nya uppdrag.